# جائزة أندرو جيمانت

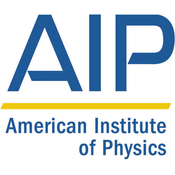
شعار المعهد الأمريكي للفيزياء مانح الجائزة.

جائزة أندرو جيمانت جائزة يمنحها المعهد الأمريكي للفيزياء لتكريم من ساعدت إسهاماته في تقدم الفيزياء. سميت الجائزة على اسم الفيزيائي الأمريكي أندرو جيمانت تكريما له على مجمل أعماله وتخليدا لذكراه.

## الفائزون
بدأ منح الجائزة في عام 1987 وكان أول من حصل عليها هو فيليب موريسون.
- عام 1987: فيليب موريسون
- عام 1988: فريمان دايسون
- عام 1989: جيرالد هولتون
- عام 1990: جيريمي بيرنشتاين
- عام 1991: سيريل ستانلي سميث
- عام 1992: مارتن آيتكين
- عام 1993: أبراهام بايز
- عام 1994: سبنسر وير
- عام 1995: روبرت راثبون ويلسون
- عام 1996: آلان لايتمان
- عام 1997: ستيفن واينبرج
- عام 1998: ستيفن هوكينج
- عام 1999: بولا أبسيل
- عام 2000: جيمس تريفيل
- عام 2001: لورنس كراوس
- عام 2002: مايكل ريوردان
- عام 2003: براين غرين
- عام 2004: آلان فريدمان
- عام 2005: هانز كريستيان فون باير
- عام 2006: مارسيا بارتوسياك
- عام 2007: أندرو فراكنو
- عام 2008: جون إس ريجن
- عام 2009: براين شوارتز
- عام 2010: دانييل ر. التشولر
- عام 2011: ستيفن ماران
- عام 2012: ليزا راندال
- عام 2013: إدوين كروب
- عام 2014: شون كارول
- عام 2015: أينيسا راميريز
- عام 2016: جيمس كاكاليوس
- عام 2017: دون لينكولن
- عام 2018: ديفيد بي. كابلان.[5]

## وصلات خارجية
- الموقع الرسمي للجائزة.